# Valoren
Il Valoren è un codice identificativo univoco attribuito ai titoli quotati in borsa e agli strumenti finanziari; è utilizzato in Svizzera e ha una funzione analoga a quella dei codici CUSIP o WKN, rispettivamente utilizzati nei mercati del Nord America e della Germania.

## Metodologia di attribuzione
Il valoren è un codice numerico che di per sé non ha alcun significato, non fornisce infatti alcuna indicazione sul tipo di strumento a cui è associato. Nell'assegnazione di un nuovo valoren, viene utilizzato quello successivo rispetto all'ultimo già attribuito. Il valoren è contenuto nel codice ISIN svizzero.

## Utilizzo
Il valoren può essere utilizzato per diversi scopi, volti a identificare uno strumento finanziario: a livello globale il valoren è assegnato a qualsiasi tipologia di strumento finanziario che risponda alle regole di attribuzione. Può essere utilizzato in combinazione con il MIC (codice di identificazione del mercato) e il codice valuta per identificare uno strumento trattato su un mercato finanziario oppure può essere usato nei reporting delle transazioni e per il position keeping. In Svizzera e nel Liechtenstein il valoren è il codice identificativo principale nella Swiss Value Chain ed è utilizzato come principale codice d'identificazione dagli istituti finanziari all'interno della regione e al di fuori di essa. 

## Etimologia
Il termine tedesco «Valor» significa «titolo». In tedesco, quando si parla di codice, ci si riferisce sempre al "VALOR Nummer", ovvero al numero associato al titolo. Il plurale di Valor, in tedesco, è «Valoren». In inglese i termini «VALOR» e «Valoren» sono utilizzati in modo intercambiabile.

## Agenzia di codifica emittente
Il valoren è emesso da SIX Telekurs.